# Ferolocella cribraria
Ferolocella cribraria är en kvalsterart som först beskrevs av Kulijev 1977.  Ferolocella cribraria ingår i släktet Ferolocella och familjen Oribatellidae. Inga underarter finns listade i Catalogue of Life.